# The Haig
The Haig war ein Veranstaltungsort für Jazzmusik in Los Angeles, der Anfang der 1950er-Jahre bestand.

## Geschichte des Clubs
The Haig, gelegen 638 South Kenmore Avenue gegenüber dem Ambassador Hotel, nahe dem Wilshire Boulevard und zwischen Downtown und Beverly Hills, war ursprünglich ein Bungalow, der von seinem Besitzer John Bennett in einen Club umgebaut wurde. Dort fanden zu Beginn der 1950er-Jahre regelmäßig Konzerte namhafter Musiker wie Erroll Garner, Shorty Rogers, Red Norvo, Laurindo Almeida, Ornette Coleman und Bud Shank statt. Gerry Mulligans erste kalifornische Band entstand im The Haig, als Mulligan dort ein elf Monate währendes Engagement hatte, welches im Frühjahr 1952 begann. Das Gerry-Mulligan-Quartett machte den Trompeter Chet Baker bekannt und mündete in Aufnahmen für das Label Pacific Jazz. In dem Club fanden regelmäßige Jamsessions statt, u. a. mit Wardell Gray, Chico Hamilton und Jimmy Rowles. Im Laufe seines Bestehens wurden im Haig eine Reihe von Konzerten mitgeschnitten und als Schallplatte veröffentlicht, u. a. auch Aufnahmen von Stan Getz, Hampton Hawes, Art Farmer und Lee Konitz. The Haig gehörte mit dem Lighthouse Cafe in Hermosa Beach zu den zentralen Spielstätten des frühen West Coast Jazz. Mitte der 1950er-Jahre schlossen eine Reihe von Jazzclubs in Los Angeles ihre Pforten, neben The Haig auch das Zardi’s und der Tiffany Club.
James Lincoln Collier führt aus, dass sich die Spielstätten afroamerikanischer Musiker in den frühen 1950er-Jahren auf die Clubs der Central Avenue konzentrierten, während die Clubs der weißen Musiker, wie auch The Haig, eher in den Vorstädten zu finden waren.

## Diskographische Hinweise
- Sweets Edison – Sweets at the Haig (Pacific Jazz)
- Gerry Mulligan – Gerry Mulligan Quartet with Lee Konitz (Pacific Jazz)
- Warne Marsh: Live in Hollywood (Xanadu, 1952)
- Chet Baker/Stan Getz: West Coast Live (Pacific Jazz, 1953, ed. 1997)